# المهدي صدقي
المهدي صدقي (1984 المغرب) هو لاعب كرة قدم مغربي.

## روابط خارجية
- المهدي صدقي على موقع قاعدة بيانات كرة القدم.إي يو (الإنجليزية)
- المهدي صدقي على موقع Soccerway.com (الإنجليزية)